# Pardubický kraj (1948–1960)
Pardubický kraj byl správní celek v Československu, který existoval v letech 1948–1960. Do značné míry se kryl se stejnojmenným moderním krajem, ale zdaleka tolik nezasahoval na území Moravy. Centrem kraje byly Pardubice a kraj měl rozlohu 4 216 km².

## Geografie a historický vývoj
Vznikl ve východních Čechách dne 24. prosince 1948 na základě zákona o krajském zřízení, podle kterého bylo k 31. prosinci 1948 zrušeno zemské zřízení. Krajský národní výbor byl zřízen k 1. lednu 1949. Na severu sousedil s krajem Hradeckým, na západě s Pražským, na jihu s Jihlavským, na jihovýchodě Brněnským a na východě s Olomouckým.
Z moravských částí moderního Pardubického kraje k němu náležela pouze obec Lubník a osada Nedvězíčko a nenáležely k němu i některé české části moderního kraje (obce Banín, Bělá nad Svitavou, Dětřichov, Chrastavec, Koclířov, Kukle, Lavičné, Mikuleč, Opatov, Opatovec, Vítějeves a katastrální území Brněnec, Česká Dlouhá, Česká Kamenná Horka, Zářečí nad Svitavou. Naopak k němu náležely okrajové části moderních krajů Královéhradeckého, Středočeského (okolí Čáslavi), Vysočina (okolí Chotěboře, obce Borovnice, Herálec, Chlumětín, Javorek, Krásné, Líšná, Nový Jimramov, Podlesí, Radostín, Spělkov, Svratka, Vojnův Městec, katastrální území České Milovy, České Křižánky, Jimramov, Jimramovské Pavlovice, Podlesí u Sněžného, Sedliště, Trhonice) a Jihomoravského (pouze česká osada Jobova Lhota). Jak je vidět, tak na Moravu zasahoval nejnápadněji na území moderního kraje Vysočina.
Dne 1. července 1960 byla na základě zákona o územním členění státu většina území Pardubického kraje začleněna do kraje Východočeského a okrajové části do krajů Středočeského a Jihomoravského. Stávající rozdělení bývalého Pardubického kraje je účinné od 1. ledna 2000.

## Administrativní členění
Kraj se členil na 12 okresů: Čáslav, Hlinsko, Holice, Chotěboř, Chrudim, Lanškroun, Litomyšl, Pardubice, Polička, Přelouč, Ústí nad Orlicí a Vysoké Mýto.